# Élections municipales de 2021 dans le Kamouraska
Pour un article plus général, voir Élections municipales de 2021 dans le Bas-Saint-Laurent.
Cet article concerne les élections municipales de 2021 dans le Bas-Saint-Laurent dans la municipalité régionale de comté de Kamouraska.

## Kamouraska
|             | Élection (2017)                                                                               | Dissolution (2021)                                                                       | Élection (2021)                                                                        |
| Maire       | Gilles A. Michaud                                                                             | Gilles A. Michaud                                                                        | Anik Cominboeuf                                                                        |
| Conseillers | Robert Lavoie Patrick Pelletier Aucune candidature Michel Dion Hervé Voyer Aucune candidature | Robert Lavoie Patrick Pelletier Viviane Métivier Michel Dion Hervé Voyer Denis Robillard | Robert Lavoie Mario Pelletier Manon Tremblay Jacques Sirois Hervé Voyer Andrew Caddell |

| Taux de participation :                | Taux de participation :                | Taux de participation :                | Taux de participation :                | Taux de participation :                | 69,4 % |
| Nombre de votes valides :              | Nombre de votes valides :              | Nombre de votes valides :              | Nombre de votes valides :              | Nombre de votes valides :              | 397    |
| Nombre de votes rejetées à la mairie : | Nombre de votes rejetées à la mairie : | Nombre de votes rejetées à la mairie : | Nombre de votes rejetées à la mairie : | Nombre de votes rejetées à la mairie : | 4      |
| Nombre d'électeurs inscrits :          | Nombre d'électeurs inscrits :          | Nombre d'électeurs inscrits :          | Nombre d'électeurs inscrits :          | Nombre d'électeurs inscrits :          | 578    |

| Candidats pour la mairie    | Vote | %     |
| --------------------------- | ---- | ----- |
| Anik Cominboeuf             | 213  | 53,65 |
| Viviane Métivier (Sortante) | 184  | 46,35 |

| Candidats conseiller #1 | Vote | %     |
| ----------------------- | ---- | ----- |
| Robert Lavoie (Sortant) | 214  | 54,04 |
| Martine Mounier         | 182  | 45,96 |

| Candidats conseiller #2 | Vote            | %               |
| ----------------------- | --------------- | --------------- |
| Mario Pelletier         | Sans opposition | Sans opposition |

| Candidats conseiller #3 | Vote            | %               |
| ----------------------- | --------------- | --------------- |
| Manon Tremblay          | Sans opposition | Sans opposition |

| Candidats conseiller #4 | Vote | %     |
| ----------------------- | ---- | ----- |
| Jacques Sirois          | 197  | 50,26 |
| Paul-André Michaud      | 195  | 49,74 |

| Candidats conseiller #5 | Vote            | %               |
| ----------------------- | --------------- | --------------- |
| Hervé Voyer (Sortant)   | Sans opposition | Sans opposition |

| Candidats conseiller #6   | Vote | %     |
| ------------------------- | ---- | ----- |
| Andrew Caddell            | 223  | 56,46 |
| Denis Robillard (Sortant) | 172  | 43,54 |

- Décès de Robert Lavoie, conseiller #1, dans un accident de travail le 13 décembre 2021[1].

- Entrée au conseil de Christian Drapeau au poste de conseiller #1 le 25 avril 2022[2].

| Candidats conseiller #1 | Vote | %   |
| ----------------------- | ---- | --- |
| Christian Drapeau       | n/d  | n/d |

- Démission de Manon Tremblay, conseillère #3, le 19 mai 2022[3].

- Entrée au conseil de Raymond Malo au poste de conseiller #3 le 12 septembre 2022[4].

| Candidats conseiller #3 | Vote | %   |
| ----------------------- | ---- | --- |
| Raymond Malo            | n/d  | n/d |

## La Pocatière
|             | Élection (2017)                                                                           | Dissolution (2021)                                                                  | Élection (2021)                                                                               |
| Maire       | Sylvain Hudon                                                                             | Sylvain Hudon                                                                       | Vincent Bérubé                                                                                |
| Conseillers | Vincent Bérubé Lise Bellefeuille Lise Garneau Mario Guignard Simon Fissette Steve Leclerc | Vincent Bérubé Lise Bellefeuille Vacant Mario Guignard Simon Fissette Steve Leclerc | Guillaume Dufour Émilie Dionne Marie-Claude Godin Mario Guignard Simon Fissette Steve Leclerc |

| Candidats pour la mairie                  | Vote            | %               |
| ----------------------------------------- | --------------- | --------------- |
| Vincent Bérubé (Sortant d'un autre poste) | Sans opposition | Sans opposition |

| Candidats conseiller #1 | Vote            | %               |
| ----------------------- | --------------- | --------------- |
| Guillaume Dufour        | Sans opposition | Sans opposition |

| Candidats conseiller #2 | Vote            | %               |
| ----------------------- | --------------- | --------------- |
| Émilie Dionne           | Sans opposition | Sans opposition |

| Candidats conseiller #3 | Vote            | %               |
| ----------------------- | --------------- | --------------- |
| Marie-Claude Godin      | Sans opposition | Sans opposition |

| Candidats conseiller #4  | Vote | %     |
| ------------------------ | ---- | ----- |
| Mario Guignard (Sortant) | 361  | 52,86 |
| Luc Pelletier            | 322  | 47,14 |

| Candidats conseiller #5   | Vote            | %               |
| ------------------------- | --------------- | --------------- |
| Simon Fissette (Sortante) | Sans opposition | Sans opposition |

| Candidats conseiller #6  | Vote            | %               |
| ------------------------ | --------------- | --------------- |
| Steve Leclerc (Sortante) | Sans opposition | Sans opposition |

## Mont-Carmel
|             | Élection (2017)                                                                                   | Dissolution (2021)                                                                                      | Élection (2021)                                                                                         |
| Maire       | Pierre Saillant                                                                                   | Pierre Saillant                                                                                         | Pierre Saillant                                                                                         |
| Conseillers | Colette Beaulieu Karine Saint-Jean Fany Moreau-Harvey Lucien Dionne Cindy Saint-Jean Lauréat Jean | Colette Beaulieu Karine Saint-Jean Réjeanne Raymond Roussel Lucien Dionne Cindy Saint-Jean Lauréat Jean | Ghislain Dionne Mélody Dionne Réjeanne Raymond Roussel Lucien Dionne Cindy Saint-Jean Jean-Yves Boucher |

| Candidats pour la mairie  | Vote            | %               |
| ------------------------- | --------------- | --------------- |
| Pierre Saillant (Sortant) | Sans opposition | Sans opposition |

| Candidats conseiller #1 | Vote | %     |
| ----------------------- | ---- | ----- |
| Ghislain Dionne         | 148  | 68,52 |
| Rosemary Lévesque       | 68   | 31,48 |

| Candidats conseiller #2 | Vote            | %               |
| ----------------------- | --------------- | --------------- |
| Mélody Dionne           | Sans opposition | Sans opposition |

| Candidats conseiller #3             | Vote            | %               |
| ----------------------------------- | --------------- | --------------- |
| Réjeanne Raymond Roussel (Sortante) | Sans opposition | Sans opposition |

| Candidats conseiller #4 | Vote            | %               |
| ----------------------- | --------------- | --------------- |
| Lucien Dionne (Sortant) | Sans opposition | Sans opposition |

| Candidats conseiller #5     | Vote            | %               |
| --------------------------- | --------------- | --------------- |
| Cindy Saint-Jean (Sortante) | Sans opposition | Sans opposition |

| Candidats conseiller #6 | Vote            | %               |
| ----------------------- | --------------- | --------------- |
| Jean-Yves Boucher       | Sans opposition | Sans opposition |

- Démission de Mélody Dionne, conseillère #2, et de Jean-Yves Boucher, conseiller #6, le 20 mars 2023[5].

- Démission de Cindy Saint-Jean, conseillère #5, le 21 mars 2023[5].

- Élection sans opposition de Mélanie Lévesque au poste de conseillère #5 et de Denis Lévesque au poste de conseiller #6 le 21 avril 2023

| Candidats conseiller #5 | Vote            | %               |
| ----------------------- | --------------- | --------------- |
| Mélanie Lévesque        | Sans opposition | Sans opposition |

| Candidats conseiller #6 | Vote            | %               |
| ----------------------- | --------------- | --------------- |
| Denis Lévesque          | Sans opposition | Sans opposition |

- Élection de Josée-Ann Dumais au poste de conseillère #2 en mai 2023[6].

| Candidats conseiller #2 | Vote | %   |
| ----------------------- | ---- | --- |
| Josée-Ann Dumais        | n/d  | n/d |
| Rosemary Lévesque       | n/d  | n/d |

## Rivière-Ouelle
|             | Élection (2017)                                                                           | Dissolution (2021)                                                                       | Élection (2021)                                                                       |
| Maire       | Louis-Georges Simard                                                                      | Louis-Georges Simard                                                                     | Louis-Georges Simard                                                                  |
| Conseillers | François Chalifour Léo-Paul Thibault Dario Gagnon Marie Dubois Gilles Martin Doris Gagnon | François Chalifour Léo-Paul Thibault Yves Martin Marie Dubois Gilles Martin Doris Gagnon | Rémi Faucher Léo-Paul Thibault Yves Martin Marie Dubois Gilles Martin Lorraine Demers |

| Candidats pour la mairie       | Vote            | %               |
| ------------------------------ | --------------- | --------------- |
| Louis-Georges Simard (Sortant) | Sans opposition | Sans opposition |

| Candidats conseiller #1 | Vote            | %               |
| ----------------------- | --------------- | --------------- |
| Rémi Faucher            | Sans opposition | Sans opposition |

| Candidats conseiller #2     | Vote            | %               |
| --------------------------- | --------------- | --------------- |
| Léo-Paul Thibault (Sortant) | Sans opposition | Sans opposition |

| Candidats conseiller #3 | Vote            | %               |
| ----------------------- | --------------- | --------------- |
| Yves Martin (Sortant)   | Sans opposition | Sans opposition |

| Candidats conseiller #4 | Vote            | %               |
| ----------------------- | --------------- | --------------- |
| Marie Dubois (Sortante) | Sans opposition | Sans opposition |

| Candidats conseiller #5 | Vote            | %               |
| ----------------------- | --------------- | --------------- |
| Gilles Martin (Sortant) | Sans opposition | Sans opposition |

| Candidats conseiller #6 | Vote            | %               |
| ----------------------- | --------------- | --------------- |
| Lorraine Demers         | Sans opposition | Sans opposition |

## Saint-Alexandre-de-Kamouraska
|             | Élection (2017)                                                                                             | Dissolution (2021)                                                                                          | Élection (2021)                                                                                      |
| Maire       | Anita Ouellet-Castonguay                                                                                    | Anita Ouellet-Castonguay                                                                                    | Anita Ouellet-Castonguay                                                                             |
| Conseillers | Simon Vaillancourt Marc Lévesque Diane Lapointe-Anctil Patrick Ouellet Alexandre Lefrançois Johanne Bernier | Simon Vaillancourt Marc Lévesque Diane Lapointe-Anctil Patrick Ouellet Alexandre Lefrançois Johanne Bernier | Simon Vaillancourt Marc Lévesque Cydia Beaulieu Patrick Ouellet Alexandre Lefrançois Johanne Bernier |

| Candidats pour la mairie            | Vote            | %               |
| ----------------------------------- | --------------- | --------------- |
| Anita Ouellet Castonguay (Sortante) | Sans opposition | Sans opposition |

| Candidats conseiller #1      | Vote            | %               |
| ---------------------------- | --------------- | --------------- |
| Simon Vaillancourt (Sortant) | Sans opposition | Sans opposition |

| Candidats conseiller #2 | Vote            | %               |
| ----------------------- | --------------- | --------------- |
| Marc Lévesque (Sortant) | Sans opposition | Sans opposition |

| Candidats conseiller #3 | Vote            | %               |
| ----------------------- | --------------- | --------------- |
| Cydia Beaulieu          | Sans opposition | Sans opposition |

| Candidats conseiller #4    | Vote            | %               |
| -------------------------- | --------------- | --------------- |
| Patrick Ouellet (Sortante) | Sans opposition | Sans opposition |

| Candidats conseiller #5         | Vote            | %               |
| ------------------------------- | --------------- | --------------- |
| Alexandre Lefrançois (Sortante) | Sans opposition | Sans opposition |

| Candidats conseiller #6 | Vote            | %               |
| ----------------------- | --------------- | --------------- |
| Johanne Bernier         | Sans opposition | Sans opposition |

## Saint-André-de-Kamouraska
|             | Élection (2017)                                                                              | Dissolution (2021)                                                                           | Élection (2021)                                                                              |
| Maire       | Gervais Darisse                                                                              | Gervais Darisse                                                                              | Gervais Darisse                                                                              |
| Conseillers | Suzanne Bossé Alain Parent Benoit St-Jean Guy Lapointe Ghislaine Chamberland Josianne Sirois | Suzanne Bossé Alain Parent Benoit St-Jean Guy Lapointe Ghislaine Chamberland Josianne Sirois | Alain Parent Josianne Sirois Benoit St-Jean Ghislaine Chamberland Guy Lapointe Hélène Méthot |

| Candidats pour la mairie  | Vote            | %               |
| ------------------------- | --------------- | --------------- |
| Gervais Darisse (Sortant) | Sans opposition | Sans opposition |

| Candidats conseiller #1 | Vote            | %               |
| ----------------------- | --------------- | --------------- |
| Alain Parent (Sortant)  | Sans opposition | Sans opposition |

| Candidats conseiller #2    | Vote            | %               |
| -------------------------- | --------------- | --------------- |
| Josianne Sirois (Sortante) | Sans opposition | Sans opposition |

| Candidats conseiller #3  | Vote            | %               |
| ------------------------ | --------------- | --------------- |
| Benoit St-Jean (Sortant) | Sans opposition | Sans opposition |

| Candidats conseiller #4          | Vote            | %               |
| -------------------------------- | --------------- | --------------- |
| Ghislaine Chamberland (Sortante) | Sans opposition | Sans opposition |

| Candidats conseiller #5 | Vote            | %               |
| ----------------------- | --------------- | --------------- |
| Guy Lapointe (Sortant)  | Sans opposition | Sans opposition |

| Candidats conseiller #6 | Vote            | %               |
| ----------------------- | --------------- | --------------- |
| Hélène Méthot           | Sans opposition | Sans opposition |

## Saint-Bruno-de-Kamouraska
|             | Élection (2017)                                                                                         | Dissolution (2021)                                                                              | Élection (2021)                                                                             |
| Maire       | Richard Caron                                                                                           | Richard Caron                                                                                   | Richard Caron                                                                               |
| Conseillers | Gilles Beaulieu André Caron Philippe Morneau-Hardy Valérie Bourgoin Gabrielle Filteau-Chiba Joel Landry | Gilles Beaulieu André Caron Philippe Morneau-Hardy Valérie Bourgoin Julie Nadeau Michel Ferland | Gilles Beaulieu Gilles Plourde Bernard Fortin Matthieu Gagné Julie Nadeau Marie-Josée Caron |

| Candidats pour la mairie | Vote            | %               |
| ------------------------ | --------------- | --------------- |
| Richard Caron (Sortant)  | Sans opposition | Sans opposition |

| Candidats conseiller #1   | Vote            | %               |
| ------------------------- | --------------- | --------------- |
| Gilles Beaulieu (Sortant) | Sans opposition | Sans opposition |

| Candidats conseiller #2 | Vote            | %               |
| ----------------------- | --------------- | --------------- |
| Gilles Plourde          | Sans opposition | Sans opposition |

| Candidats conseiller #3 | Vote            | %               |
| ----------------------- | --------------- | --------------- |
| Bernard Fortin          | Sans opposition | Sans opposition |

| Candidats conseiller #4 | Vote            | %               |
| ----------------------- | --------------- | --------------- |
| Matthieu Gagné          | Sans opposition | Sans opposition |

| Candidats conseiller #5 | Vote            | %               |
| ----------------------- | --------------- | --------------- |
| Julie Nadeau (Sortante) | Sans opposition | Sans opposition |

| Candidats conseiller #6 | Vote            | %               |
| ----------------------- | --------------- | --------------- |
| Marie-Josée Caron       | Sans opposition | Sans opposition |

## Saint-Denis-De La Bouteillerie
|             | Élection (2017)                                                                           | Dissolution (2021)                                                                     | Élection (2021)                                                                       |
| Maire       | Jean Dallaire                                                                             | Jean Dallaire                                                                          | Nicole Généreux                                                                       |
| Conseillers | Réal Lévesque Lynda Lizotte Dany Chénard Patrick Dionne Étienne Brodeur Jean-Luc Therrien | Réal Lévesque Lynda Lizotte Dany Chénard Patrick Dionne Étienne Brodeur Manon Bélanger | Manon Bélanger Michèle Marquis Alain Garon Charles Garon Frédéric Landry Dany Chénard |

| Candidats pour la mairie | Vote            | %               |
| ------------------------ | --------------- | --------------- |
| Nicole Généreux          | Sans opposition | Sans opposition |

| Candidats conseiller #1                    | Vote            | %               |
| ------------------------------------------ | --------------- | --------------- |
| Manon Bélanger (Sortante d'un autre poste) | Sans opposition | Sans opposition |

| Candidats conseiller #2 | Vote            | %               |
| ----------------------- | --------------- | --------------- |
| Hélène Marquis          | Sans opposition | Sans opposition |

| Candidats conseiller #3 | Vote            | %               |
| ----------------------- | --------------- | --------------- |
| Alain Garon             | Sans opposition | Sans opposition |

| Candidats conseiller #4 | Vote            | %               |
| ----------------------- | --------------- | --------------- |
| Charles Garon           | Sans opposition | Sans opposition |

| Candidats conseiller #5 | Vote            | %               |
| ----------------------- | --------------- | --------------- |
| Frédéric Landry         | Sans opposition | Sans opposition |

| Candidats conseiller #6                 | Vote            | %               |
| --------------------------------------- | --------------- | --------------- |
| Dany Chénard (Sortant d'un autre poste) | Sans opposition | Sans opposition |

- Démission de Michèle Marquis, conseillère #2, le 7 février 2022[7].

- Démission d'Alain Garon, conseiller #3, avant la séance du 6 juin 2022[8].

- Démission de Dany Chénard, conseiller #6, le 15 juin 2022[9].

- Élection sans opposition d'André Asselin au poste de conseiller #2, de Rogé Francoeur au poste de conseiller #3 et de Joceline d'Amour au poste de conseillère #6 le 26 août 2022.

| Candidats conseiller #2 | Vote            | %               |
| ----------------------- | --------------- | --------------- |
| André Asselin           | Sans opposition | Sans opposition |

| Candidats conseiller #3 | Vote            | %               |
| ----------------------- | --------------- | --------------- |
| Rogé Francoeur          | Sans opposition | Sans opposition |

| Candidats conseiller #6 | Vote            | %               |
| ----------------------- | --------------- | --------------- |
| Joceline d'Amour        | Sans opposition | Sans opposition |

## Saint-Gabriel-Lalemant
|             | Élection (2017)                                                                  | Dissolution (2021)                                                                      | Élection (2021)                                                                                    |
| Maire       | René Lavoie                                                                      | René Lavoie                                                                             | Gilles DesRosiers                                                                                  |
| Conseillers | Evans Gagnon Gilles Pelletier Aucune candidature Gilles Ouellet Danielle D'Anjou | Steeve Thériault Vacant Gilles DesRosiers France Simard Gilles Ouellet Danielle D'Anjou | Aucune candidature Marilyne Lévesque Stéphanie Bard Francine Bard Gabriel D'Anjou Danielle D'Anjou |

| Taux de participation :                | Taux de participation :                | Taux de participation :                | Taux de participation :                | Taux de participation :                | 49,5 % |
| Nombre de votes valides :              | Nombre de votes valides :              | Nombre de votes valides :              | Nombre de votes valides :              | Nombre de votes valides :              | 293    |
| Nombre de votes rejetées à la mairie : | Nombre de votes rejetées à la mairie : | Nombre de votes rejetées à la mairie : | Nombre de votes rejetées à la mairie : | Nombre de votes rejetées à la mairie : | 7      |
| Nombre d'électeurs inscrits :          | Nombre d'électeurs inscrits :          | Nombre d'électeurs inscrits :          | Nombre d'électeurs inscrits :          | Nombre d'électeurs inscrits :          | 606    |

| Candidats pour la mairie                     | Vote | %     |
| -------------------------------------------- | ---- | ----- |
| Gilles DesRosiers (Sortant d'un autre poste) | 230  | 78,50 |
| Alain D'Anjou                                | 63   | 21,50 |

| Candidats conseiller #1 | Vote | % |
| ----------------------- | ---- | - |
| Aucune candidature      |      |   |

| Candidats conseiller #2 | Vote            | %               |
| ----------------------- | --------------- | --------------- |
| Marilyne Lévesque       | Sans opposition | Sans opposition |

| Candidats conseiller #3 | Vote            | %               |
| ----------------------- | --------------- | --------------- |
| Stéphanie Bard          | Sans opposition | Sans opposition |

| Candidats conseiller #4 | Vote            | %               |
| ----------------------- | --------------- | --------------- |
| Francine Bard           | Sans opposition | Sans opposition |

| Candidats conseiller #5 | Vote            | %               |
| ----------------------- | --------------- | --------------- |
| Gabriel D'Anjou         | Sans opposition | Sans opposition |

| Candidats conseiller #6     | Vote            | %               |
| --------------------------- | --------------- | --------------- |
| Danielle D'Anjou (Sortante) | Sans opposition | Sans opposition |

- Entrée au conseil de Gilles Ouellet au poste de conseiller #1 dès la séance du 8 février 2022[10].

| Candidats conseiller #1 | Vote | %   |
| ----------------------- | ---- | --- |
| Gilles Ouellet          | n/d  | n/d |

## Saint-Joseph-de-Kamouraska
|             | Élection (2017)                                                                                | Dissolution (2021)                                                                             | Élection (2021)                                                                                  |
| Maire       | Nancy St-Pierre                                                                                | Nancy St-Pierre                                                                                | Nancy St-Pierre                                                                                  |
| Conseillers | Yves Lapointe Michel Viens Charles-Henri Montamat Francis Boucher Raymond Frève Renaud Ouellet | Yves Lapointe Michel Viens Charles-Henri Montamat Francis Boucher Raymond Frève Renaud Ouellet | Michel Bélanger Rino Lavoie Charles-Henri Montamat Francis Boucher Manon Guérette Renaud Ouellet |

| Candidats pour la mairie   | Vote            | %               |
| -------------------------- | --------------- | --------------- |
| Nancy St-Pierre (Sortante) | Sans opposition | Sans opposition |

| Candidats conseiller #1 | Vote            | %               |
| ----------------------- | --------------- | --------------- |
| Michel Bélanger         | Sans opposition | Sans opposition |

| Candidats conseiller #2 | Vote            | %               |
| ----------------------- | --------------- | --------------- |
| Rino Lavoie             | Sans opposition | Sans opposition |

| Candidats conseiller #3    | Vote            | %               |
| -------------------------- | --------------- | --------------- |
| Charles Montamat (Sortant) | Sans opposition | Sans opposition |

| Candidats conseiller #4   | Vote            | %               |
| ------------------------- | --------------- | --------------- |
| Francis Boucher (Sortant) | Sans opposition | Sans opposition |

| Candidats conseiller #5 | Vote            | %               |
| ----------------------- | --------------- | --------------- |
| Manon Guérette          | Sans opposition | Sans opposition |

| Candidats conseiller #6  | Vote            | %               |
| ------------------------ | --------------- | --------------- |
| Renaud Ouellet (Sortant) | Sans opposition | Sans opposition |

- Démission de Rino Lavoie, conseiller #2, annoncée lors de la séance du 4 juillet 2022[11].

- Entrée au conseil de Jérémy Huckle au poste de conseiller #2 dès la séance du 6 septembre 2022[12].

| Candidats conseiller #2 | Vote | %   |
| ----------------------- | ---- | --- |
| Jérémy Huckle           | n/d  | n/d |

## Saint-Onésime-d'Ixworth
|             | Élection (2017)                                                                                          | Dissolution (2021)                                                                   | Élection (2021)                                                                               |
| Maire       | Benoit Pilotto                                                                                           | Benoit Pilotto                                                                       | Benoît Pilotto                                                                                |
| Conseillers | Christine Ouellet Bertrand Ouellet Marie-Ève Lévesque-Gaudreau Denis Miville Denis Lizotte Gilles Gagnon | Christine Ouellet Bertrand Ouellet Vacant Denis Miville Denis Lizotte Alfred Ouellet | Cathy Fontaine Bertrand Ouellet Marie-Josée Hudon Dan Drapeau Patrick Lavoie François Ouellet |

| Taux de participation :                | Taux de participation :                | Taux de participation :                | Taux de participation :                | Taux de participation :                | 58,3 % |
| Nombre de votes valides :              | Nombre de votes valides :              | Nombre de votes valides :              | Nombre de votes valides :              | Nombre de votes valides :              | 292    |
| Nombre de votes rejetées à la mairie : | Nombre de votes rejetées à la mairie : | Nombre de votes rejetées à la mairie : | Nombre de votes rejetées à la mairie : | Nombre de votes rejetées à la mairie : | 4      |
| Nombre d'électeurs inscrits :          | Nombre d'électeurs inscrits :          | Nombre d'électeurs inscrits :          | Nombre d'électeurs inscrits :          | Nombre d'électeurs inscrits :          | 508    |

| Partis | Partis      | Candidats poste #5                       | Vote | %     |
| ------ | ----------- | ---------------------------------------- | ---- | ----- |
|        | Indépendant | Benoît Pilotto                           | 160  | 54,79 |
|        | La relève   | Denis Miville (Sortant d'un autre poste) | 132  | 45,21 |

| Partis | Partis       | Candidats poste #1 | Vote            | %               |
| ------ | ------------ | ------------------ | --------------- | --------------- |
|        | Indépendante | Cathy Fontaine     | Sans opposition | Sans opposition |

| Partis | Partis       | Candidats poste #2         | Vote | %     |
| ------ | ------------ | -------------------------- | ---- | ----- |
|        | Indépendante | Bertrand Ouellet (Sortant) | 160  | 55,17 |
|        | Indépendant  | Martin Lavoie              | 130  | 44,83 |

| Partis | Partis    | Candidats poste #3 | Vote            | %               |
| ------ | --------- | ------------------ | --------------- | --------------- |
|        | La relève | Marie-Josée Hudon  | Sans opposition | Sans opposition |

| Partis | Partis    | Candidats poste #4 | Vote            | %               |
| ------ | --------- | ------------------ | --------------- | --------------- |
|        | La relève | Dan Drapeau        | Sans opposition | Sans opposition |

| Partis | Partis       | Candidats poste #5 | Vote | %     |
| ------ | ------------ | ------------------ | ---- | ----- |
|        | Indépendante | Patrick Lavoie     | 143  | 50,18 |
|        | La relève    | Alex Desjardins    | 142  | 49,82 |

| Partis | Partis       | Candidats poste #6 | Vote            | %               |
| ------ | ------------ | ------------------ | --------------- | --------------- |
|        | Indépendante | François Ouellet   | Sans opposition | Sans opposition |

## Saint-Pacôme
|             | Élection (2017)                                                                            | Dissolution (2021)                                                                            | Élection (2021)                                                                                             |
| Maire       | Robert Bérubé                                                                              | Robert Bérubé                                                                                 | Louise Chamberland                                                                                          |
| Conseillers | Nicholas Ouellet Alain Desjardins Pierre Lachaîne Sarto Dubé René Royer Nathalie Desroches | Nicholas Ouellet Philippe Gauvin-Lévesque Pierre Lachaîne Sarto Dubé René Royer Martin Morais | Cédric Valois-Mercier Jennifer Ouellet Virginie St-Pierre-Gagné Annick D'Amours Benoit Harton Chantal Boily |

| Taux de participation :                | Taux de participation :                | Taux de participation :                | Taux de participation :                | Taux de participation :                | 52,9 % |
| Nombre de votes valides :              | Nombre de votes valides :              | Nombre de votes valides :              | Nombre de votes valides :              | Nombre de votes valides :              | 697    |
| Nombre de votes rejetées à la mairie : | Nombre de votes rejetées à la mairie : | Nombre de votes rejetées à la mairie : | Nombre de votes rejetées à la mairie : | Nombre de votes rejetées à la mairie : | 8      |
| Nombre d'électeurs inscrits :          | Nombre d'électeurs inscrits :          | Nombre d'électeurs inscrits :          | Nombre d'électeurs inscrits :          | Nombre d'électeurs inscrits :          | 1 332  |

| Candidats pour la mairie              | Vote | %     |
| ------------------------------------- | ---- | ----- |
| Louise Chamberland                    | 361  | 51,79 |
| Sarto Dubé (Sortant d'un autre poste) | 336  | 48,21 |

| Candidats conseiller #1 | Vote            | %               |
| ----------------------- | --------------- | --------------- |
| Cédric Valois-Mercier   | Sans opposition | Sans opposition |

| Candidats conseiller #2 | Vote | %     |
| ----------------------- | ---- | ----- |
| Jennifer Ouellet        | 351  | 50,87 |
| Francine Boucher        | 339  | 49,13 |

| Candidats conseiller #3   | Vote | %     |
| ------------------------- | ---- | ----- |
| Virginie St-Pierre-Gagné  | 416  | 60,20 |
| Pierre Lachaîne (Sortant) | 275  | 39,80 |

| Candidats conseiller #4 | Vote            | %               |
| ----------------------- | --------------- | --------------- |
| Annick D'Amours         | Sans opposition | Sans opposition |

| Candidats conseiller #5 | Vote            | %               |
| ----------------------- | --------------- | --------------- |
| Benoit Harton           | Sans opposition | Sans opposition |

| Candidats conseiller #6 | Vote | %     |
| ----------------------- | ---- | ----- |
| Chantal Boily           | 375  | 54,03 |
| Michel Bouchard         | 319  | 45,97 |

## Saint-Pascal
|             | Élection (2017)                                                                               | Dissolution (2021)                                                                                  | Élection (2021)                                                                                         |
| Maire       | Renald Bernier                                                                                | Renald Bernier                                                                                      | Solange Morneau                                                                                         |
| Conseillers | Jean Caron Isabelle Chouinard Réjean Pelletier Daniel Beaulieu Céline Langlais Rémi Pelletier | Jean Caron Isabelle Chouinard Réjean Pelletier François Gagné-Bérubé Céline Langlais Rémi Pelletier | Francis Ouellet Isabelle Chouinard Josée Chouinard François Gagné-Bérubé Céline Langlais Rémi Pelletier |

| Partis | Partis                 | Candidats pour la mairie | Vote            | %               |
| ------ | ---------------------- | ------------------------ | --------------- | --------------- |
|        | Saint-Pascal en Action | Solange Morneau          | Sans opposition | Sans opposition |

| Partis | Partis                 | Candidats conseiller #1 | Vote            | %               |
| ------ | ---------------------- | ----------------------- | --------------- | --------------- |
|        | Saint-Pascal en Action | Francis Ouellet         | Sans opposition | Sans opposition |

| Partis | Partis                 | Candidats conseiller #2      | Vote            | %               |
| ------ | ---------------------- | ---------------------------- | --------------- | --------------- |
|        | Saint-Pascal en Action | Isabelle Chouinard (Sortant) | Sans opposition | Sans opposition |

| Partis | Partis                 | Candidats conseiller #3 | Vote            | %               |
| ------ | ---------------------- | ----------------------- | --------------- | --------------- |
|        | Saint-Pascal en Action | Josée Chouinard         | Sans opposition | Sans opposition |

| Partis | Partis                 | Candidats conseiller #4         | Vote            | %               |
| ------ | ---------------------- | ------------------------------- | --------------- | --------------- |
|        | Saint-Pascal en Action | François Gagné-Bérubé (Sortant) | Sans opposition | Sans opposition |

| Partis | Partis                 | Candidats conseiller #5    | Vote            | %               |
| ------ | ---------------------- | -------------------------- | --------------- | --------------- |
|        | Saint-Pascal en Action | Céline Langlais (Sortante) | Sans opposition | Sans opposition |

| Partis | Partis                 | Candidats conseiller #6  | Vote            | %               |
| ------ | ---------------------- | ------------------------ | --------------- | --------------- |
|        | Saint-Pascal en Action | Rémi Pelletier (Sortant) | Sans opposition | Sans opposition |

## Saint-Philippe-de-Néri
|             | Élection (2017)                                                                          | Dissolution (2021)                                                                       | Élection (2021)                                                                                               |
| Maire       | Frédéric Lizotte                                                                         | Frédéric Lizotte                                                                         | Frédéric Lizotte                                                                                              |
| Conseillers | Alain Castonguay Marco Lizotte Gaston Roy Noël Alexandre Roland Lévesque Frédéric Dionne | Alain Castonguay Marco Lizotte Gaston Roy Noël Alexandre Roland Lévesque Frédéric Dionne | Alain Castonguay Marco Lizotte Jean-Charles "Charly Jean Jean-Marie Michaud Roland Lévesque Kristina Bouchard |

| Candidats pour la mairie   | Vote            | %               |
| -------------------------- | --------------- | --------------- |
| Frédéric Lizotte (Sortant) | Sans opposition | Sans opposition |

| Candidats conseiller #1    | Vote            | %               |
| -------------------------- | --------------- | --------------- |
| Alain Castonguay (Sortant) | Sans opposition | Sans opposition |

| Candidats conseiller #2 | Vote            | %               |
| ----------------------- | --------------- | --------------- |
| Marco Lizotte (Sortant) | Sans opposition | Sans opposition |

| Candidats conseiller #3   | Vote            | %               |
| ------------------------- | --------------- | --------------- |
| Jean-Charles "Charly Jean | Sans opposition | Sans opposition |

| Candidats conseiller #4 | Vote            | %               |
| ----------------------- | --------------- | --------------- |
| Jean-Marie Michaud      | Sans opposition | Sans opposition |

| Candidats conseiller #5   | Vote            | %               |
| ------------------------- | --------------- | --------------- |
| Roland Lévesque (Sortant) | Sans opposition | Sans opposition |

| Candidats conseiller #6 | Vote            | %               |
| ----------------------- | --------------- | --------------- |
| Kristina Bouchard       | Sans opposition | Sans opposition |

## Sainte-Anne-de-la-Pocatière
|             | Élection (2017)                                                                                      | Dissolution (2021)                                                                                   | Élection (2021)                                                                                             |
| Maire       | Rosaire Ouellet                                                                                      | Rosaire Ouellet                                                                                      | Rosaire Ouellet                                                                                             |
| Conseillers | Pascale G. Malenfant Martine Hudon Hubert Gagné-Guimond Josée Michaud Carole Lévesque Annie Sénéchal | Pascale G. Malenfant Martine Hudon Hubert Gagné-Guimond Josée Michaud Carole Lévesque Annie Sénéchal | Pascale G. Malenfant Natacha Pelletier Carole Lévesque Josée Michaud Jean-François Pelletier Annie Sénéchal |

| Candidats pour la mairie  | Vote            | %               |
| ------------------------- | --------------- | --------------- |
| Rosaire Ouellet (Sortant) | Sans opposition | Sans opposition |

| Candidats conseiller #1         | Vote            | %               |
| ------------------------------- | --------------- | --------------- |
| Pascale G. Malenfant (Sortante) | Sans opposition | Sans opposition |

| Candidats conseiller #2 | Vote            | %               |
| ----------------------- | --------------- | --------------- |
| Natacha Pelletier       | Sans opposition | Sans opposition |

| Candidats conseiller #3                     | Vote            | %               |
| ------------------------------------------- | --------------- | --------------- |
| Carole Lévesque (Sortante d'un autre poste) | Sans opposition | Sans opposition |

| Candidats conseiller #4  | Vote            | %               |
| ------------------------ | --------------- | --------------- |
| Josée Michaud (Sortante) | Sans opposition | Sans opposition |

| Candidats conseiller #5 | Vote            | %               |
| ----------------------- | --------------- | --------------- |
| Jean-François Pelletier | Sans opposition | Sans opposition |

| Candidats conseiller #6   | Vote            | %               |
| ------------------------- | --------------- | --------------- |
| Annie Sénéchal (Sortante) | Sans opposition | Sans opposition |

- Décès de Rosaire Ouellet, maire, le 27 juillet 2023[13]. Pascale G. Malenfant, conseillère #1, exerce la fonction de mairesse suppléante pendant l'intérim[14].

- Démission de Jean-François Pelletier, conseiller #5, peu avant le 5 septembre 2023[15].

- Élection sans opposition de Jean-François Pelletier au poste de maire et de Sylvain Dorion au poste de conseiller #5 le 22 octobre 2023[16].

| Candidats pour la mairie | Vote            | %               |
| ------------------------ | --------------- | --------------- |
| Jean-François Pelletier  | Sans opposition | Sans opposition |

| Candidats conseiller #5 | Vote            | %               |
| ----------------------- | --------------- | --------------- |
| Sylvain Dorion          | Sans opposition | Sans opposition |

## Sainte-Hélène-de-Kamouraska
|             | Élection (2017)                                                                           | Dissolution (2021)                                                            | Élection (2021)                                                      |
| Maire       | Louise Hémond                                                                             | Louise Hémond                                                                 | Aucune candidature                                                   |
| Conseillers | Paul Thériault Aucune candidature Marc Landry Claude Lévesque Steeve Santerre Vital Morin | Paul Thériault Vacant Marc Landry Claude Lévesque Steeve Santerre Vital Morin | Paul Thériault Aucune candidature Steeve Santerre Aucune candidature |

| Candidats pour la mairie | Vote | % |
| ------------------------ | ---- | - |
| Aucune candidature       |      |   |

| Candidats conseiller #1  | Vote            | %               |
| ------------------------ | --------------- | --------------- |
| Paul Thériault (Sortant) | Sans opposition | Sans opposition |

| Candidats conseiller #2 | Vote | % |
| ----------------------- | ---- | - |
| Aucune candidature      |      |   |

| Candidats conseiller #3 | Vote | % |
| ----------------------- | ---- | - |
| Aucune candidature      |      |   |

| Candidats conseiller #4 | Vote | % |
| ----------------------- | ---- | - |
| Aucune candidature      |      |   |

| Candidats conseiller #5   | Vote            | %               |
| ------------------------- | --------------- | --------------- |
| Steeve Santerre (Sortant) | Sans opposition | Sans opposition |

| Candidats conseiller #6 | Vote | % |
| ----------------------- | ---- | - |
| Aucune candidature      |      |   |

- Élection sans opposition de Nathalie Picard au poste de mairesse, de Joël Landry au poste de conseiller #2, de Marc Landry au poste de conseiller #3 et de Claude Lévesque au poste de conseiller #4 le 5 décembre 2021[17].

| Candidats pour la mairie | Vote            | %               |
| ------------------------ | --------------- | --------------- |
| Nathalie Picard          | Sans opposition | Sans opposition |

| Candidats conseiller #2 | Vote            | %               |
| ----------------------- | --------------- | --------------- |
| Joël Landry             | Sans opposition | Sans opposition |

| Candidats conseiller #3 | Vote            | %               |
| ----------------------- | --------------- | --------------- |
| Marc Landry (Sortant)   | Sans opposition | Sans opposition |

| Candidats conseiller #5   | Vote            | %               |
| ------------------------- | --------------- | --------------- |
| Claude Lévesque (Sortant) | Sans opposition | Sans opposition |

- Entrée au conseil d'Annie Levasseur au poste de conseillère #6 lors de la séance du 12 avril 2022[18].

| Candidats conseiller #6 | Vote | %   |
| ----------------------- | ---- | --- |
| Annie Levasseur         | n/d  | n/d |

- Démission de Nathalie Picard, mairesse, le 12 janvier 2024 pour raisons de santé[19]. Annie Levasseur, conseillère #6, exerce la fonction de mairesse suppléante pendant l'intérim.